# Liste des œuvres d'Albert Roussel

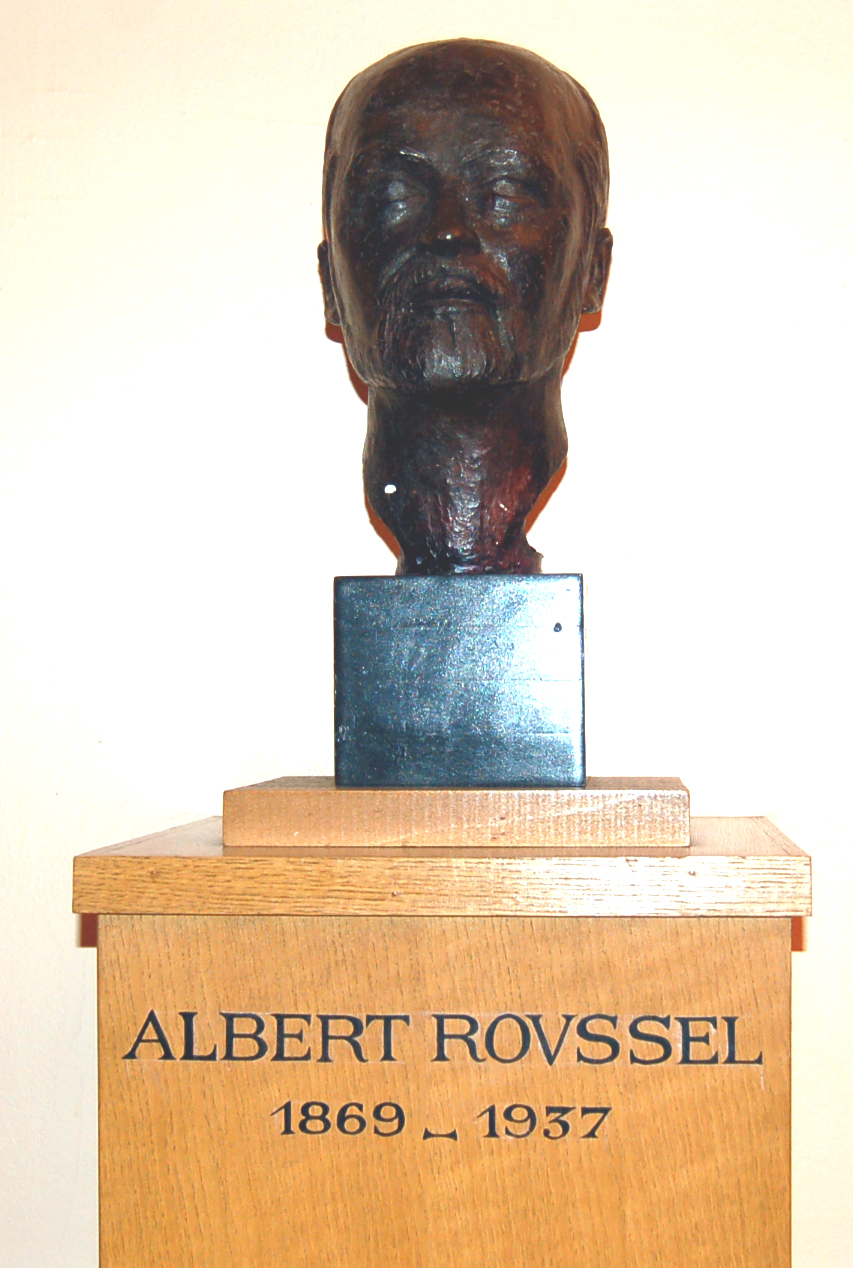

Cette liste regroupe les œuvres d'Albert Roussel d'après le catalogue établi par la musicologue Nicole Labelle en 1992.
Les dates séparées par un tiret court indiquent des périodes de composition.

## Liste détaillée des œuvres
| Légende             |
| Musique symphonique |
| Musique de chambre  |
| Musique pour piano  |
| Musique lyrique     |
| Mélodies            |
| Musique chorale     |
| Musique sacrée      |

| no catalogue Labelle (L) | no opus | Titre                                  | Genre                 | Date(s) de composition | Notes |
| ------------------------ | ------- | -------------------------------------- | --------------------- | ---------------------- | --- |
| 1                        | 1       | Des heures passent...                  | Musique pour piano    | 1898                   | suite pour piano : 1/ Graves, légères... ; 2/ Joyeuses... ; 3/ Tragiques... ; 4/ Champêtres...                                                             |
| 2                        | 2       | Trio avec piano                        | Musique de chambre    | 1902                   | trio pour piano, violon et violoncelle |
| 3                        | 3       | Quatre poèmes                          | Mélodie               | 1903                   | poèmes d'Henri de Régnier : 1/ Le départ ; 2/ Vœu ; 3/ Le jardin mouillé ; 4/ Madrigal lyrique                                                             |
| 4                        | 4       | Résurrection                           | Musique symphonique   | 1903                   | prélude symphonique |
| 5                        | —       | Conte à la poupée                      | Musique pour piano    | 1904                   | pièce pour piano |
| 6                        | 5       | Rustiques                              | Musique pour piano    | 1904-1906              | 3 pièces pour piano : 1/ Danse au bord de l'eau ; 2/ Promenade sentimentale en forêt ; 3/ Retour de fête                                                   |
| 7                        | 6       | Divertissement                         | Musique de chambre    | 1906                   | sextuor pour flûte, hautbois, clarinette, cor, basson et piano                                                                                             |
| 8                        | 7       | Symphonie no 1                         | Musique symphonique   | 1904-1906              | symphonie en ré mineur sous-titrée « Le poème de la forêt »                                                                                                |
| 9                        | 8       | Quatre poèmes                          | Mélodie               | 1907                   | poèmes d'Henri de Régnier : 1/ Adieux ; 2/ Invocation ; 3/ Nuit d'automne ; 4/ Odelette                                                                    |
| 10                       | 9       | La Menace                              | Mélodie               | 1908                   | mélodie pour voix et orchestre sur un poème d'Henri de Régnier                                                                                             |
| 11                       | 10      | Flammes                                | Mélodie               | 1908                   | poème de G. Jean-Aubry |
| 12                       | 11      | Sonate pour piano et violon no 1       | Musique de chambre    | 1908                   | sonate pour violon et piano, en ré mineur |
| 13                       | 12      | Deux poèmes chinois                    | Mélodie               | 1907-1908              | poèmes d'Henri-Pierre Roché : 1/ Ode à un jeune gentilhomme ; 2/ Amoureux séparés                                                                          |
| 14                       | 13      | Le Marchand de sable qui passe         | Musique symphonique   | 1908                   | musique de scène pour un conte lyrique de G. Jean-Aubry |
| 15                       | 14      | Suite en fa dièse                      | Musique pour piano    | 1909-1910              | suite pour piano |
| 16                       | 15      | Évocations                             | Musique chorale       | 1910-1911              | poème symphonique en trois mouvements avec voix et chœur                                                                                                   |
| 17                       | —       | Petit canon perpétuel                  | Musique pour piano    | 1912                   | pièce pour piano |
| 18                       | 16      | Sonatine                               | Musique pour piano    | 1912                   | sonatine pour piano |
| 19                       | 17      | Le Festin de l'araignée                | Musique symphonique   | 1912-1913              | ballet-pantomime |
| 20                       | 18      | Padmâvatî                              | Musique lyrique       | 1913-1918              | opéra-ballet en deux actes, livret de Louis Laloy |
| 21                       | 19      | Deux mélodies                          | Mélodie               | 1918                   | poèmes de G. Jean-Aubry et Ernest Clark Oliphant : 1/ Light ; 2/ A Farewell                                                                                |
| 22                       | 20      | Deux mélodies                          | Mélodie               | 1919                   | poèmes de René Chalupt : 1/ Le Bachelier de Salamanque ; 2/ Sarabande                                                                                      |
| 23                       | 21      | Impromptu                              | Musique pour harpe    | 1919                   | pièce pour harpe |
| 24                       | —       | Doute                                  | Musique pour piano    | 1919                   | pièce pour piano |
| 25                       | 22      | Pour une fête de printemps             | Musique symphonique   | 1920                   | poème symphonique pour orchestre |
| 26                       | 23      | Symphonie no 2                         | Musique symphonique   | 1919-1921              | symphonie en si bémol majeur |
| 27                       | —       | L'Accueil des muses                    | Musique pour piano    | 1920                   | pièce pour piano composée pour le Tombeau de Claude Debussy                                                                                                |
| 28                       | —       | Fanfare pour un sacre païen            | Musique pour harmonie | 1921                   | fanfare pour cuivres et timbales |
| 29                       | 24      | La Naissance de la lyre                | Musique lyrique       | 1922-1924              | conte lyrique en trois tableaux, livret de Théodore Reinach                                                                                                |
| 30                       | 25      | Madrigal aux muses                     | Musique chorale       | 1923                   | madrigal pour chœur de femmes, poème de Gentil-Bernard |
| 31                       | 26      | Deux poèmes de Ronsard                 | Mélodie               | 1924                   | pour voix et flûte : 1/ Rossignol, mon mignon ; 2/ Ciel, aer et vens                                                                                       |
| 32                       | 27      | Joueurs de Flûte                       | Musique de chambre    | 1924                   | 4 pièces pour flûte et piano : 1/ Pan ; 2/ Tityre ; 3/ Krishna ; 4/ Monsieur de la Péjaudie                                                                |
| 33                       | 28      | Sonate pour piano et violon no 2       | Musique de chambre    | 1924                   | sonate pour violon et piano en la majeur |
| 34                       | 29      | Ségovia                                | Musique pour guitare  | 1925                   | pièce pour guitare |
| 35                       | —       | Duo pour basson et contrebasse         | Musique de chambre    | 1925                   | duo pour basson et contrebasse |
| 36                       | 30      | Sérénade                               | Musique de chambre    | 1925                   | quintette pour flûte, violon, alto, violoncelle et harpe                                                                                                   |
| 37                       | 31      | Odes anacréontiques                    | Mélodie               | 1926                   | d'après une traduction de Leconte de Lisle des Odes d'Anacréon : 1/ Ode XVI: Sur lui-même ; 2/ Ode XIX: Qu'il faut boire ; 3/ Ode XX: Sur une jeune fille  |
| 38                       | 32      | Odes anacréontiques                    | Mélodie               | 1926                   | d'après une traduction de Leconte de Lisle des Odes d'Anacréon : 1/ Ode XXVI: Sur lui-même ; 2/ Ode XXXIV: Sur une jeune fille ; 3/ Ode XLIV: Sur un songe |
| 39                       | 33      | Suite en fa                            | Musique symphonique   | 1926                   | suite pour orchestre |
| 40                       | —       | Le Bardit des Francs                   | Musique chorale       | 1926                   | pour chœur d'hommes, cuivres et percussions ; poème extrait du sixième livre des Martyrs de Chateaubriand                                                  |
| 41                       | 34      | Concert pour petit orchestre           | Musique symphonique   | 1926-1927              | pour petit orchestre |
| 42                       | —       | Sarabande de l'Éventail de Jeanne      | Musique symphonique   | 1927                   | musique de ballet (pour le ballet collectif L'Éventail de Jeanne)                                                                                          |
| 43                       | 35      | Deux poèmes chinois                    | Mélodie               | 1927                   | sur des paroles d'Henri-Pierre Roché : 1/ Des fleurs font une broderie ; 2/ Réponse d'une épouse sage                                                      |
| 44                       | 36      | Concerto pour piano                    | Musique concertante   | 1927                   | concerto en sol pour piano et orchestre |
| 45                       | —       | Vocalise no 1                          | Mélodie               | 1927                   | pour voix et piano |
| 46                       | 37      | Psaume LXXX                            | Musique sacrée        | 1928                   | pour ténor, chœur mixte et orchestre |
| 47                       | —       | Ô bon vin, où as-tu crû ?              | Mélodie               | 1928                   | pour voix et piano, chanson du terroir de Champagne |
| 48                       | —       | Vocalise no 2                          | Mélodie               | 1928                   | pour voix et piano |
| 49                       | 38      | Jazz dans la nuit                      | Mélodie               | 1928                   | poème de René Dommange |
| 50                       | 39      | Petite Suite                           | Musique symphonique   | 1929                   | suite pour orchestre |
| 51                       | 40      | Trio pour flûte, alto et violoncelle   | Musique de chambre    | 1929                   | trio pour flûte, alto et violoncelle |
| 52                       | 41      | Prélude et fughetta                    | Musique pour orgue    | 1929                   | pièce pour orgue |
| 53                       | 42      | Symphonie no 3                         | Musique symphonique   | 1929-1930              | symphonie en sol mineur, pour orchestre |
| 54                       | 43      | Bacchus et Ariane                      | Musique symphonique   | 1930-1931              | ballet en deux actes, livret de Abel Hermant |
| 55                       | —       | A Flower given to my daughter          | Mélodie               | 1931                   | poème de James Joyce |
| 56                       | 44      | Deux Idylles                           | Mélodie               | 1931                   | d'après une traduction de Leconte de Lisle |
| 57                       | 45      | Quatuor à cordes                       | Musique de chambre    | 1931-1932              | quatuor à cordes en ré majeur |
| 58                       | 46      | Prélude et fugue                       | Musique pour piano    | 1932-1934              | pièce pour piano |
| 59                       | —       | Le Testament de la tante Caroline      | Musique lyrique       | 1932-1933              | opéra-bouffe en trois actes, livret de Nino (pseudonyme de Michel Veber)                                                                                   |
| 60                       | 47      | Deux poèmes chinois                    | Mélodie               | 1932                   | sur des paroles d'Henri-Pierre Roché : 1/ Favorite abandonnée ; 2/ Vois, de belles filles                                                                  |
| 61                       | 48      | A Glorious Day                         | Musique pour harmonie | 1932                   | pièce pour orchestre d'harmonie |
| 62                       | 49      | Trois pièces pour piano                | Musique pour piano    | 1933                   | 3 pièces pour piano |
| 63                       | 50      | Deux mélodies                          | Mélodie               | 1933-1934              | poèmes de René Chalupt |
| 64                       | 51      | Andante et scherzo                     | Musique de chambre    | 1934                   | pièce pour flûte et piano |
| 65                       | —       | Pipe                                   | Musique de chambre    | 1934                   | pièce pour pipeau et piano, en ré majeur |
| 66                       | 52      | Sinfonietta                            | Musique symphonique   | 1934                   | pour orchestre à cordes |
| 67                       | 53      | Symphonie no 4                         | Musique symphonique   | 1934                   | symphonie pour orchestre, en la majeur |
| 68                       | 54      | Aeneas                                 | Musique chorale       | 1935                   | ballet en un acte avec chœurs de Joseph Weterings (en) |
| 69                       | 55      | Deux mélodies                          | Mélodie               | 1935                   | pour voix et piano, poèmes de Georges Ville - 1/ Vieilles cartes, vieilles mains… ; 2/ Si quelquefois tu pleures…                                          |
| 70                       | —       | Prélude du 2d acte de Quatorze Juillet | Musique pour harmonie | 1936                   | musique de scène (collective) sur un texte de Romain Rolland, pour orchestre d'harmonie                                                                    |
| 71                       | 56      | Rapsodie flamande                      | Musique symphonique   | 1936                   | pièce pour orchestre |
| 72                       | 57      | Concertino pour violoncelle            | Musique concertante   | 1936                   | concerto en ut majeur, pour violoncelle et piano |
| 73                       | 58      | Trio à cordes                          | Musique de chambre    | 1937                   | trio pour violon, alto et violoncelle |
| 74                       | 59      | Elpénor                                | Musique de chambre    | —                      | poème radiophonique, livret de Joseph Weterings, pour flûte et quatuor à cordes                                                                            |
| 75                       | —       | Andante d'un trio d'anches inachevé    | Musique de chambre    | 1937                   | mouvement (adagio) d'un trio d'anches (pour hautbois, clarinette et basson) inachevé, édité sous le titre de Andante d'un trio d'anches inachevé           |

## Œuvres de jeunesse
| no catalogue Labelle (L) | no opus | Titre                                                 | Date(s) de composition | Notes                     |
| ------------------------ | ------- | ----------------------------------------------------- | ---------------------- | ------------------------- |
| 76                       | —       | La plainte du guerrier Moorvis sur la mort de Nemissa | 1892                   | scène d'un opéra          |
| 77                       | —       | Marche nuptiale                                       | 1893                   | pour orgue                |
| 78                       | —       | Badinage                                              | (avant 1897)           | pour piano                |
| 79                       | —       | Tristesse au jardin                                   | (avant 1897)           | poème de Laurent Tailhade |
| 80                       | —       | Madrigaux à quatre voix                               | 1897                   | pour chœur                |
| 81                       | —       | Fugue                                                 | vers 1898              | pour piano                |
| 82                       | —       | Les rêves                                             | vers 1898-1900         | poème d'Armand Silvestre  |
| 83                       | —       | Pendant l'attente                                     | vers 1898-1900         | poème de Catulle Mendès   |
| 84                       | —       | Carnet d'esquisses                                    | 1909-1910              |                           |